# Бочков, Павел Владимирович
Павел Владимирович Бочков (род. 23 апреля 1983, Норильск, Красноярский край) — российский православный священник и религиовед. Кандидат юридических наук, доктор богословия, доктор теологии.  Клирик Русской православной церкви, настоятель храма в честь святителя Луки, архиепископа Красноярского (Норильская епархия). Автор книг и статей по истории Церкви, церковных разделений новейшего периода, канонического права. В сферу его интересов входят проблемы взаимоотношения государства и Церкви, направления раскольнических образований, анализ экклезиологической позиции, изучение псевдоэсхатологии в раскольнических сообществах, апостольского преемства и т. д.

## Биография
Родился 23 апреля 1983 года в Норильске в православной семье. В 2001 году окончил профессиональное училище № 105 города Норильска.
6 ноября 2003 года в соборе иконы Божией Матери «Всех скорбящих Радости» в Норильске архиепископом Красноярским и Енисейским Антонием (Черемисовым) рукоположён в сан диакона. 9 ноября того же года тем же иерархом рукоположён в сан пресвитера.
В 2004 года организовал трёхгодичные катехизаторские курсы для взрослых православных христиан, где изучались церковно-исторические, богословские и церковно-практические дисциплины. Число слушателей достигало более 130 человек.
В 2005 году окончил Воронежскую духовную семинарию по первому разряду, защитив дипломную работу «Церковное сопротивление политике РСФСР 20-х — 30-х гг. XX в.». Продолжил обучение в Киевской духовной академии, которую окончил в 2008 года со степенью кандидата богословия, защитив диссертационное сочинение «Научно-богословский анализ юрисдикционно-политических церковных расколов постсоветского периода». 13 ноября 2010 года данную диссертацию в переработанном виде (под названием «Идеологические основы церковных расколов постсоветского периода») была нострифицирована в Ужгородской богословской академии имени святых Кирилла и Мефодия, в связи с чем решением специализированного учёного совета УУБА был удостоен учёной степени доктора богословия. Решение было утверждено митрополитом Киевским и всея Украины Владимиром (Сабоданом). Продолжил обучение на бакалавриате философского факультета Карпатского университета имени Августина Волошина в Ужгороде, составной частью которого была Ужгородская богословская академия. Окончил обучение там в 2012 году.
4 марта 2010 года решением президиума Российской академии естествознания ему присвоено звание профессора РАЕ.
В 2011 году окончил юридический факультет Сибирского института бизнеса и информационных технологий (Омск, Россия). В 2012 года с отличием окончил юридический факультет Кисловодского института экономики и права по специализации «Уголовное право». В 2013—2015 годах соискатель кафедры хозяйственного права Межрегиональной академии управления персоналом.
27 июня 2015 в года в Межрегиональной академии управления персоналом в Киеве защитил диссертацию «Хозяйственно-правовой статус негосударственных некоммерческих организаций» на соискание ученой степени кандидата юридических наук по специальности 12.00.04 — хозяйственное право, хозяйственно-процессуальное право.
В 2020 году успешно завершил процесс хабилитации на Папском богословском факультете во Вроцлаве (Польша), получив степень хабилитированного доктора богословских наук, став первым в истории православным священником и россиянином, получившим такую степень, соответствующую степени доктора наук в системе аттестации научных кадров постсоветского пространства. В том же года защитил диссертацию на соискание учёной степени доктора теологии на Православном богословском факультете Прешовского университета (Словакия).
1 сентября 2023 года возглавил редколлегию нового международного научного журнала «Christian Schism Review».

## Научные труды

### Монографии
- Юрисдикционно-политические церковные расколы постсоветского периода. — М.: Эдиториал сервис, 2010. — 282 с.
- «Дух революции» в Церкви. — СПб.: «Алетейя», 2010. — 104 с. — ISBN 978-5-91419-332-1 (в соавторстве с прот. Дионисием Мартышиным)
- Выбор веры: Церковь или идеология: классификация церковных расколов постсоветского периода: монография. — К.: ДП "Издательский дом «Персонал», 2011 (в соавторстве с прот. Дионисием Мартышиным)
- Обзор неканонических православных юрисдикций ХХ — ХХI вв. Т. 1: Политические расколы: монография. — К.: ДП «Персонал», 2014. — 199 с.
  - Обзор неканонических православных юрисдикций XX—XXI вв. — 2-е изд., испр. и доп. — Т. 1: Политические расколы. — 2018. — 236 с. — ISBN 978-5-4386-1478-4 : 150 экз.
- Обзор неканонических православных юрисдикций ХХ — ХХI вв. Т. 2: Реформаторские расколы: монография. — К.: ДП «Персонал», 2014. — 414 с.
  - Обзор неканонических православных юрисдикций XX—XXI вв. — 2-е изд., испр. и доп. — Т. 2: Реформаторские расколы. — 2018. — 427 с. — ISBN 978-5-4386-1479-1
- Обзор неканонических православных юрисдикций ХХ — ХХI вв. Т. 3: Идейно-национальные расколы. Непризнанные национальные автокефалии: монография. — К.: «Послушник», 2015.
  - Обзор неканонических православных юрисдикций XX—XXI вв. — 2-е изд., испр. и доп. — Т. 3: Идейно-национальные расколы. Непризнанные национальные юрисдикции. — 2018. — 486 с. — ISBN 978-5-4386-1780-7 — 150 экз.
- Правовой статус негосударственных некоммерческих организаций: монография. — К.: ДП «Издательский дом „Персонал“», 2015. — 224 с.
- К истории возникновения «Киевского Патриархата». — К.: «Духовное слово», 2016. (в соавторстве с протоиереем Дионисием Мартышиным)
- Вступ до православної теології: Посібник. — К.: ДП «Вид. дім „Персонал“», 2018. — 296 с. (в соавторстве с архимандритом Гавриилом (Кризиной) и протоиереем Дионисием Мартышиным)
- Обзор неканонических православных юрисдикций XX—XXI вв. — Т. 4: Греческий старостильный раскол и производные от него неканонические юрисдикции. — 2018. — 282 с. : ил., фот.; ISBN 978-5-4386-1481-4 : 150 экз.
- Обзор неканонических православных юрисдикций XX—XXI вв. — Т. 5: Дисциплинарно-психологические расколы : монография. — 2020. — 523 с. — ISBN 978-5-4386-1884-3 — 300 экз.
- Cirkevná opozícia vrokoch 1920—1930 ako naznák odporu proti cirkeunej politiky ZSSR. [rigoroznapráca]. Prešov Universityin Prešov (Prešov, Slovakia). Pravoslávna bohoslovecká fakulta. Katedra cirkevnych dejína byzantologie. Stupen odbornej kvalifikacie: Doktorteologie. — Prešov: PBFPU, 2020.— 214 s.
- Теретичнi засади соцiального служiння Православной Церкви в процесів глобалізації: монография. — К.: Видавництво Лiра — К, 2020. — 234 с. (соавтор: Мартишин Д. С.)
- Основи православної теології: Посібник. — К.: Видавництво Лiра — К, 2020. — 296 с. (соавтор: Мартишин Д. С.)
- Актуальные вопросы христианской социальной доктрины: учебное пособие. — Киев: Межрегиональная Академия управлением персонала, 2021. — 132 с. (соавтор: Мартишин Д. С.)
- Topical issues of Christian social doctrine: a tutorial. — Kyiv: Interregional Academy of Personnel Management, 2021. — 98 p. (соавтор: Мартишин Д. С.)
- Христианская социология и вызовы современного мира. — Киев: Издательство Лира-К, 2022. — 188 с. (соавтор: Мартишин Д. С.)
- Місія Православної Церкви в умовах викликів с учасного світу: монографія. — Київ: Видавництво Ліра-К, 2022. — 172 с.
- Адміністративно-правові засади участі релігійних організацій у господарських відносинах: проблеми теорії та практики: монографія. — Київ: Видавництво Ліра- К, 2023. — 656 с.
- Нагрудные знаки духовных школ Русской Православной Церкви. Наперсный крест доктора богословия : Монография. — Кострома, 2024. — 112 с. — ISBN 978-5-6050676-0-3.

### Статьи
- Революционно-реформаторские расколы // Труди Київської Духовної Академiї. № 10. — Киiв, 2009. — 424 с. — С. 376—394.
- Новый «успех» раскольнического сознания — бывший епископ Диомид // Молодой Учёный. Ежемесячный научный журнал. Информационно-аналитический журнал. № 6. — Чита, 2009. — С. 125—132.
- Процессы политической манипуляции в церковной сфере // Молодой Учёный. Ежемесячный научный журнал. Информационно-аналитический журнал. № 6. — Чита, 2009. — С. 132—142
- Сектантська психологiя у Церквi // Персонал плюс № 25 — 26 (430—431), 22-28 червня 2011 року. — К., 2011. — С. 9. (в соавторстве с прот. Дионисием Мартышиным)
- Основные этапы распространения православной веры в Сибири и первые храмы на Таймырской земле // Таймырские чтения — 2011 : сборник докладов / М-во образования и науки РФ, Гос. образоват. учреждение высш. проф. образования, «Норил. индустр. ин-т»; [науч. ред. Е. В. Майорова]. — Норильск : Норильский индустриальный институт, 2011. — Ч. 2. — 2011. — 206 с. — С. 161—170
- Влияние манипуляций в церковной сфере на нравственный климат в обществе // Вестник Балтийской педагогической академии. 2011. Т. 101. — С. 21-25.
- Идеология церковных расколов: классификации идеологических основ // Международный журнал прикладных и фундаментальных исследований. 2011. — № 12. — С. 154—156.
- Традиционализм и модернизм в революционно-реформаторских церковных расколах новейшего периода // Вопросы гуманитарных наук. 2011. — № 6 (56). — С. 60-72.
- Проблемы церковно-приходской жизни как предпосылки к возникновению церковных расколов новейшего периода // Современные гуманитарные исследования. 2011. — № 5 (42). — С. 36-46.
- Краткий обзор неканонических религиозных организаций ХХ — ХХI вв. Идеологические направления и классификация. // «Таймырские чтения — 2012». Сборник докладов Часть 2. — Норильск. 2012. — С. 184—190.
- Аналитическое обеспечение изучения церковных расколов // Актуальные проблемы социально-гуманитарных наук. Материалы межвузовской научно-практической конференции студентов, аспирантов и молодых ученых с международным участием. — Челябинск: Уральская Академия, 2013. — С. 6—9. (в соавторстве с прот. Дионисием Мартышиным)
  - Аналитическое обеспечение изучения церковных расколов // Studia Humanitatis. 2013. — № 3. (в соавторстве с прот. Дионисием Мартышиным)
- Краткий обзор современных сект и деструктивных религиозных культов в Норильске // Таймырские чтения — 2013 : сборник статей / М-во образования и науки РФ, Федерал. гос. бюдж. образоват. учреждение высш. проф. образования, «Норил. индустр. ин-т»; [науч. ред. Е. В. Майорова]. — Норильск : Норильский индустриальный институт, 2013. Ч. 1. — 2013. — 209 с. — С. 200—206
- Исследования идеологических основ церковных расколов новейшего времени: актуальность и классификация // Енисей. 2014. — № 1 (228). — С. 42-47.
- История церковных расколов и расколоведения как дисциплин в системе высшего духовного образования Русской Православной Церкви // Труды Перервенской православной духовной семинарии. — М., 2014. — № 11. — С. 29—42.
- Катакомбное движение на территории Воронежской епархии в XX веке и современное состояние неканонических юрисдикций // Гуманитарные науки в XXI веке: материалы XVIII Международной научно-практической конференции, (10.02.2014). 2014. — С. 6-26
- История «Американской Православной Католической Церкви». От миссии к расколу и регрессу // Труды Перервенской православной духовной семинарии. — М., 2015. — № 12. — С. 34—47.
- История и современное состояние неканонической юрисдикции «Украинской Автокефальной Православной Церкви» (с 1989 г.) // Рязанский богословский вестник. 2015. — № 2 (12). — С. 55-81.
- История «Святой Американской Православной Церкви». Под маской православия: раскол и эзотерика // Труды Перервенской православной духовной семинарии. — М., 2015. — № 13. — С. 111—121.
- Церковь и школа : [о современном православном образовании в России] // Енисей. 2016. — № 1 (229). — С. 68-69.
- Особенности курса канонического права: аспект преодоления церковных разделений // Богословско-исторический сборник. 2016. — № 1 (8). — С. 75-81
- Святая Русь: поиск духовых идей в деле социального обустройства общества // Богословско-исторический сборник. 2016. — № 1 (8). — С. 239—245.
- Обновленчество в наши дни. История возникновения и современное состояние неканонической юрисдикции «Апостольская православная церковь» // Рязанский богословский вестник. 2016. — № 1 (13). — С. 54-73.
- Краткий обзор неканонических православных юрисдикций, действующих на территории Якутской епархии // Сборник трудов Якутской духовной семинарии. 2016. — № 3. — С. 106—115.
- Греческая старостильная схизма на святой горе Афон // Вестник Оренбургской духовной семинарии. 2016. — № 1 (5). — С. 77-88.
- Краткий обзор современных неканонических православных юрисдикций, действующих на территории Оренбургской митрополии // Вестник Оренбургской духовной семинарии. 2016. — № 2 (6). — С. 139—151.
- Священнослужители Украинской Греко-Католической и Католической Церквей — заключенные Норильлага 1930—1950 гг. // Таймырские чтения — 2016 : сборник статей / М-во образования и науки РФ, ФГБОУ ВПО «Норильский индустриальный институт». — Норильск : НГИИ, 2016. — 216 с. — С. 15-26
- Основание в г. Норильске второго православного храма как следствие развития церковной жизни в регионе // Таймырские чтения — 2016 : сборник статей / М-во образования и науки РФ, ФГБОУ ВПО «Норил. индустр. ин-т». — Норильск : НГИИ, 2016. — 216 с. — С. 26-31
- История церковных расколов: основные понятия // ΕΛΠΙΣ. Katedra Teologii Prawosławnej Uniwersytetu w Białymstoku. Tom 18. 2016. — S. 101—106
- История Американской Карпато-Русской Православной епархии Константинопольского Патриархата: долгая дорога из унии в Православную Церковь // Труды Перервенской православной духовной семинарии. — М., 2016. — № 14. — С. 103—113
- Краткий обзор современных неканонических православных юрисдикций, действующих на территории Калужской митрополии // Богословско-исторический сборник. 2017. — № 1 (9). — С. 57-67.
- Жизнь и деятельность архиепископа РПЦЗ Иакова (Тумбса). Американская Православная Миссия: неудачные попытки и очередной раскол // Труды Перервинской православной духовной семинарии. — 2017. — № 16. — С. 93—115.
- Грузинская Древлеправославная Церковь — история возникновения, межъюрисдикционные конфликты и современное состояние старообрядческой поповской юрисдикции // Сборник трудов Якутской духовной семинарии. 2017. — № 4. — С. 111—121.
- История возникновения Украинской православной церкви Канады — от раскола к каноническому православию // Научный вестник Арктики. 2017. — № 2. — С. 60-65.
- История неканонической православной юрисдикции «Украинская Автокефальная Православная Церковь Соборноправная» (1947—1985) // Рязанский богословский вестник. 2017. — № 1 (15). — С. 83-91.
- Протоиерей Симеон Теплоухов: возвращение в церковь — через лишения, отречение и атеизм // Рязанский богословский вестник. 2017. — № 2 (16). — С. 59-76.
- Биография епископа Климента (Логинова): от раскола к мифической «иерархии» // Ника Господня. Вестник Пензенской Духовной Семинарии. — 2017. — Вып. 4 (6). — С. 16—23.
- Краткий обзор неканонических православных юрисдикций, действующих на территории Пензенской митрополии // Нива Господня. Вестник Пензенской Духовной Семинарии. 2017. — № 1 (3). — С. 107—118.
- Возникновение и деятельность «Свободной Сербской Православной Церкви» — от противостояний — к единству // Нива Господня. Вестник Пензенской Духовной Семинарии. 2017. — № 2 (4). — С. 142—147.
- К десятилетию подписания Акта о каноническом общении между РПЦЗ и РПЦ // Международный научный вестник (Вестник Объединения православных ученых). 2017. — № 3 (15). — С. 57-60.
- Алтайский край в зеркале расколов новейшего времени. Краткий обзор неканонических православных юрисдикций, действующих на территории Алтайской митрополии // Международный научный вестник (Вестник Объединения православных ученых). 2017. — № 1. — С. 39-45.
- Краткий обзор неканонических православных юрисдикций, действующих на территории Самарской митрополии // Studia Humanitatis. 2017. — № 2.
- К истории возникновения «Турецкой православной церкви»: политический проект или неудавшаяся национальная автокефалия // Studia Humanitatis. 2017. — № 3.
- Краткий обзор неканонических православных юрисдикций, действующих на территории Тульской митрополии // Studia Humanitatis. 2017. — № 4.
- Жизненный путь Николая Петровича Автономова — обновленческого «архиепископа», «католического митрополита», греко-католического «священника» // Studia Humanitatis. 2017. — № 1. (соавтор: Лебина Н. Б.)
  - Жизненный путь Николая Петровича Автономова: обновленческого «архиепископа», «католического митрополита», греко-католического священника // Труды Перервинской православной духовной семинарии. 2019. — № 18. — C. 104—121
- Обновленцы XXI века в Забайкалье: неудавшиеся попытки распространения раскола // Православие и общество: грани взаимодействия. международная научно-практическая конференция в рамках VII Забайкальских Рождественских образовательных чтений регионального этапа XXVI Международных Рождественских образовательных чтений. 2017. — С. 110—113.
- Высшее и среднее духовное образование в неканонических православных юрисдикциях постсоветского пространства // Христианство и педагогика: история и современность: сборник материалов Международной научно-практической конференции. Ч.2.- Пенза: РИО Пензенская духовная семинария, 2017. — 158 с. — C. 101—106
  - Высшее и среднее духовное образование в неканонических православных юрисдикциях постсоветского пространства // Нива Господня. Вестник Пензенской Духовной Семинарии. 2018. — № 1 (7). — С. 5-9.
- Норильская и Туруханская епархия // Православная энциклопедия. — М., 2018. — Т. LII : Ной — Онуфрий. — С. 109-110. — 39 000 экз. — ISBN 978-5-8957-2059-2. (часть статьи)
- Проблемы экологии в документах Русской Православной Церкви // Культура. Наука. Производство. 2018. — № 2. — С. 17-20.
- Русские старообрядческие юрисдикции и греческие старостильники: контакты новейшего времени // Сборник трудов Якутской духовной семинарии. 2018. — № 5. — С. 110—116.
- «Традиционная Православная Церковь Греции и Диаспоры»: история возникновения и современное состояние // Научный вестник Арктики. 2018. — № 3. — С. 80-84.
- Игнатий Высочанский — старокатолический иерарх и старообрядческий епископ. Материалы к биографии // Studia Humanitatis. 2018. — № 1.
- Деятели обновленчества — несостоявшиеся старообрядцы // Диалог: альманах, Приложение к журнала «Ипатьевский вестник», Кострома 2018: Костромская духовная семинария, вып. 1. — C. 181—194.
- Норильская и Туруханская епархия: историческая справка // Христианство на Ближнем Востоке. 2019. — № 2. — С. 58-72.
- «Палестинская православная церковь»: возникновение группы и современное состояние // Христианство на Ближнем Востоке. 2019. — № 1. — С. 4-10.
- Обзор литературы, посвященной изучению церковных разделений в Православной Церкви // Рязанский богословский вестник. 2019. — № 2 (20). — С. 78-145.
- История катакомбных рукоположений в Украинской Греко-Католической Церкви: история преемства и последующие признания // Рязанский богословский вестник. 2019. — № 1 (19). — С. 76-87.
- К вопросу о типологии современных церковных разделений // Нива Господня. Вестник Пензенской Духовной Семинарии. 2019. — № 3 (13). — С. 89-97.
- Философия протоиерея Василия Зеньковского в культурном контексте Европы // Нива Господня. Вестник Пензенской Духовной Семинарии. 2019. — № 2 (12). — С. 5-16. (Мартышин Д., Бочков П. В., Цветков И.)
- Византийский католический патриархат — новейшее раскольническое движение в греко-католической церкви: раскол и сектантские практики // Сборник трудов Якутской духовной семинарии. 2019. — № 6. — С. 193—203.
- Раскол епископа Аполлинария (Дубинина) и производные от него юрисдикции в контексте новейшей истории старообрядцев – поповцев // Orthódoxi Evrópi. Studia do dziejów Kościoła prawosławnego w Europie Wschodniej. — Białystok, 2019. — Т. II. — С. 57—72.
- Лжеправославие на Таймыре: история и современность : [Красноярский край] // Культура. Наука. Производство : научно-практический журнал. — Норильск : Норильский государственный индустриальный институт. — 2020. — № 6. — С. 45-49
- Клирики Русской Православной Церкви — представители светской юридической науки // Христианство на Ближнем Востоке. 2020. — № 1. — С. 111—125.
- Из старообрядчества — в католицизм: жизненный путь старообрядческого священника Евстафия Сусалева и его служение в составе Российской греко-католической церкви // Ипатьевский вестник. 2020. — № 4 (12). — С. 103—124.
- Раскол епископа Диомида — от критики к расколу и дальнейшим разделениям // Рязанский богословский вестник. 2020. — № 2 (22). — С. 97-109. (соавторы: Черепенина Н. Ю., Шикер А. К.)
- История неканонической «Единой православной царской российской церкви» лжесхиепископа Николая (Ускова) (2003—2008) // Рязанский богословский вестник. 2020. — № 1 (21). — С. 63-78.
- Из шоу-бизнеса в «схимитрополиты»: история неканонической группы «митрополита» Филиппа // Нива Господня. Вестник Пензенской Духовной Семинарии. 2020. — № 3 (17). — С. 57-73.
- Диомидовцы: История неканонической юрисдикции «Царская Православная Церковь Святой Руси» Корнилия (Радченко) // Нива Господня. Вестник Пензенской Духовной Семинарии. 2020. — Вып. 2 (16). — С. 5-15
- Русская древлеправославная церковь // Православная энциклопедия. — М., 2020. — Т. LX : Рипсимия, Гаиания и 35 святых дев — Саблер. — С. 516-517. — 39 000 экз. — ISBN 978-5-89572-067-7. (соавтор: диакон Сергий Мишин)
- Сибирский святой — святитель Лука (Войно-Ясенецкий): к истории жизни, почитания и канонизации святого в Красноярской епархии // Альманах «Христианос» № 30. 2021. — C. 395—412
- «Российская Древлеправославная церковь Христова Белокриницкой иерархии» — юрисдикции «епископа» Алимпия (Вербицкого): история возникновения и современное состояние // Elpis. 2021. — № 23. — C. 63-67.
- Неканонический интернационал: «синаксис Истинно-Православных Церквей» — вызов каноническому единству Православной Церкви // Нива Господня. Вестник Пензенской Духовной Семинарии. — Выпуск № 1 (23). — Пенза, 2022. — С. 101—114.
- Протопресвитер Павел Пащевский и его Украинский Наперсный крест на георгиевской ленте «За зимний поход и бой» // Orthódoxi Evrópi. 2022. — Vol. 5. — C. 113—120.
- Нагрудные знаки выпускников высших духовных учебных заведений РПЦ новейшего периода: частный опыт и академическая традиция // Труды Барнаульской духовной семинарии: Богословие. История. Культура. Отв. ред. М. А. Хамутов. — Вып. 11. — Барнаул: Барнаульская духовная семинария, 2022. — С. 67—72.
- Жизненный путь и деятельность прелата Алексия Зерчанинова, бывшего священника Русской Православной Церкви, организатора русских униатских общин // Сборник трудов Якутской духовной семинарии. — Якутск, 2022. — Вып. 15‒16. — С. 65—95.
- Процесс хабилитации по теологии в Республике Польша // Христианство на Ближнем Востоке. — М., 2022. — Т. 6. № 1. — С. 118—126.
- «Казачья Поместная Церковь»: «Религиозные опыты» бывшего атамана Енисейского казачьего войска Альберта Ветрова: извилистый путь от деятельности по возрождению Казачества — к расколу и синкретическому сектантству // Рязанский богословский вестник. — № 2 (26). — Рязань: Рязанская Православная Духовная семинария, 2022. — С. 92-106.
- Презентация монографии «Обзор неканонических православных юрисдикций ХХ-ХХI вв.». Санкт-Петербург: Свое издательство, 2018—2020. ТТ. I—V: изучение расколов новейшего времени, актуальность, типология, примеры // Вестник Оренбургской духовной семинарии. 2022. — № 4 (25). — С. 240—261
- «Осколки» РПЦЗ: история происхождения неканонических групп Филарета (Семовских) и Филарета (Рожнова) (Часть 1) // Нива Господня. Вестник Пензенской Духовной Семинарии. — 2022. — Вып. 3 (25). — С. 83—99.
- РПЦЗ в России: время осмысления. Рецензия на интернет-проект: Российские приходы. Историко-архивный сайт о приходах и структурах РПЦЗ на постсоветском пространстве. Автор идеи и главный редактор Всеволод Еникеев (https://rocor-in-russia.ru) // Нива Господня. Вестник Пензенской Духовной Семинарии. 2023. — Выпуск № 1 (27). — С. 78—86.
- Первоиерарх Русской Православной Церкви Заграницей митрополит Иларион (Капрал) в деле служения церковному единству // Вестник Оренбургской духовной семинарии. — Оренбург, 2023. — № 1 (26). — С. 21—45.
- Наперсные кресты работы мастера И. В. Захарова (XIX в.) // Ипатьевский вестник. — Кострома, 2023. — № 2 (22). — С. 117—129.
- «Православная Церковь Божией Матери Державная» («Богородичный Центр») как неканоническая псевдоправославная группа: история, преемство, состав «иерархии» и современное состояние // Рязанский богословский вестник. 2023. — № 1 (27). — С. 106—125.
- Антиминс неканонического «митрополита» Марка (Черкашина) 2012 г. // Томский богословский вестник. Теология. Право. Экономика. — Томск: Томская духовная семинария, 2023. — № 2 (4). — С. 10 — 17.
- Самозванные «клирики» и неканонические юрисдикции в Православной Болгарии: лжемитрополит Григор Горев и лжеепископ Антоний Тонев // Сборник материалов V всероссийской научно-богословской конференции, посвященной 25-летию возрождения Владимирской духовной семинарии, «Наследие христианской церкви: богословие, история, культура» (16-17 марта 2023 г., Владимир) — Владимир: Транзит-ИКС, 2023. — Выпуск. 5 (5). — С. 218—230.
- Святитель Лука (Войно-Ясенецкий): его служение и борьба с обновленчеством в пределах Красноярской епархии // Вестник Оренбургской духовной семинарии. — Оренбург, 2023. — № 2 (27). — С. 141—154.
- «Осколки» РПЦЗ: история происхождения неканонических групп Филарета (Семовских) и Филарета (Рожнова) (Часть 2) // Нива Господня. Вестник Пензенской Духовной Семинарии. — Выпуск № 2 (28). — Пенза, 2023. — С. 82-98.
- К вопросу о межакадемическом сотрудничестве между духовными школами Русской православной церкви // Патриотическое воспитание как основа духовно нравственного формирования студенческой молодежи (к 80-летию Сталинградской битвы): сборник материалов межрегионального круглого стола (г. Вологда, 2 — 3 февраля 2023 г.) / под общей редакцией доктора теологии Г. В. Заридзе, кандидата юридических наук, доцента Е. Л. Харьковского; МОО «Научный пенитенциарный клуб» [и др.]. — Вологда: ВИПЭ ФСИН России, 2023. — С. 37—43.
- К вопросу о конфессиональной идентичности христиан-удин в Армении, Азербайджане и России // Христианство на Ближнем Востоке. — М., 2023. — Т. 7. — № 2. — С. 203—221.
- Рейтинг семинарских журналов. Попытка оценки научных периодических изданий духовных семинарий Русской Православной Церкви на основании опыта изучения их публикаций по проблематике старообрядчества // Ипатьевский вестник. — Кострома, 2023. — № 3 (23). — С. 139—191. (соавтор: М. И. Жигалов)
- Представители епископата Белокриницкой иерархии — узники тюрьмы Суздальского Спасо-Евфимиевого монастыря // Старообрядчество. — М., 2023. — Т. 1. № 1. — С. 94—111.
- Попытки духовного окормления казачьих организаций со стороны неканонических православных юрисдикций в 1990—2020 гг. на канонической территории Русской Православной Церкви // Хризостом. — 2023. — № 2 (6). — С. 17-31.
- Свидетельства об «архиерейских хиротониях» (ставленые грамоты) и другие документы неканонической «Российской Истинно-Православной Церкви» (1996—2000) как источники по исследованию истории церковных расколов конца ХХ — начала ХХI вв. // Сборник трудов Якутской Духовной Семинарии. — Якутск, 2023. — Выпуск 19. — С. 21 — 67.
- Краткий обзор интернет-проектов по изучению религиозного разнообразия как источников для изучения современных церковных расколов // Труды Барнаульской духовной семинарии. — 2023. — № 13. — С. 14-19
- Антиминсная гравюра 1852 г. греко-католического митрополита Галицкого Михаила Левицкого // Вестник Оренбургской духовной семинарии. — Оренбург, 2023. — № 3 (28). — С. 72—83.
- Напрестольный крест начала XIX в. церкви Рождества Христова с. Девица Острогожского района Воронежской области: описание уцелевшего редкого памятника русского церковного зодчества // Вестник Оренбургской духовной семинарии. — Оренбург, 2023. — Вып. 4 (29). — С. 98—111.
- Домой и обратно домой. Заметки к книге старообрядца часовенного согласия Д. Т. Зайцева // Старообрядчество. — М., 2023. — Т. 1. № 2. — С. 98—116.
- Новое псевдостарообрядческое «Керженское согласие Древлеправославной Церкви» — очередной проект в мире неканонических юрисдикций // Ипатьевский вестник. — Кострома, 2023. — № 4 (24). — С. 93—103.
- Живая история Православной Церкви: памяти архимандрита Нестора (Соменка, 1957—2023) // Теология: теория и практика. — М., 2023. — Т. 2, № 4. — С. 37—48.
- Лжемитрополит Ильягуев — новое явление религиозного самозванства в России // Православие и общество: грани взаимодействия: материалы Всероссийской (с международным участием) научно-практической конференции в рамках XIII Забайкальских Рождественских образовательных чтений, регионального этапа XXXII Международных Рождественских образовательных чтений / ответственный редактор Е. В. Дроботушенко. — Чита: ЗабГУ, 2023. — С. 43—47.
- Школа богословия и межконфессионального диалога. К 70-летнему юбилею Христианской Богословской Академии в Варшаве. 1954—2024 // Церковь. Богословие. История. — Екатеринбург: Екатеринбургская духовная семинария, 2024. — № 5. — С. 473—483.
- Памятные медали духовных школ Русской Православной Церкви ХХ — ХХI вв. // Ипатьевский вестник. — Кострома, 2024. — № 1 (25). — С. 94 — 116.
- Отчет научного сотрудника Костромской духовной семинарии доктора богословия, священника Павла Владимировича Бочкова за 2020—2023 гг. // Ипатьевский вестник. — Кострома, 2024. — № 1 (25). — С. 153—173.
- Украинская православная церковь Киевского патриархата в 2018—2023 годы // Christian Schism Review. — 2023. — Т. 1, № 1. — С. 6–40.
- Памяти Ирины Ивановны Осиповой // Christian Schism Review. — 2023. — Т. 1, № 1. — С. 81-91.
- Новейшие вызовы общественной морали в России: социокультурная оценка и возможности преодоления // XXXII международные рождественские образовательные чтения: Сборник трудов конференций, Воронеж, 25 — 26 января 2024 года. — Воронеж: Издательско-полиграфический центр «Научная книга», 2024. — С. 20—27.
- Докторские инсигнии в богословских ВУЗах. Докторский перстень Папского богословского факультета во Вроцлаве // Наследие христианской церкви: богословие, история, культура. Материалы VI всероссийской научно-богословской конференции, посвященной 1000-летию города Суздаля (28-29 февраля 2024 года, г. Владимир). — Владимир: «Транзит-ИКС», 2024. — Вып. 6 (6). — С. 112—120. — 328 с.
- Диплом кандидата богословия Киевской Духовной Академии протоиерея Василия Михайловича Петрова (1858—1909) // Ипатьевский вестник. — Кострома, 2024. — № 4 (28). — С. 133—152.